# ليفكوناس
ليوكون (Λευκών) هي مدينة في سيرري في مقاطعة فوريا إلادا في اليونان.